# Maciej Drygas
Maciej Drygas (ur. 3 kwietnia 1956 w Łodzi) – polski dokumentalista, reżyser filmowy i radiowy, scenarzysta. 
W swoich filmach „Drygas często narusza zmitologizowane wyobrażenie o jednostronnym układzie: represyjna władza i represjonowane, ale zachowujące wolę oporu społeczeństwo. Pokazuje smutne skutki totalitarnego nacisku, bezwolność, uległość, konformizm, a nawet daleko posuniętą indoktrynację”. 

## Życiorys
Absolwent (1979) reżyserii Wszechrosyjskiego Państwowego Instytutu Kinematografii w Moskwie (zdawał również do łódzkiej PWSFTViT, ale zabrakło mu jednego punktu, by się dostać). Zaraz po studiach był asystentem Krzysztofa Zanussiego (przy filmach Constans i Z dalekiego kraju) oraz Krzysztofa Kieślowskiego (przy Przypadku).
Jego debiut reżyserski, Usłyszcie mój krzyk, opowiada o Ryszardzie Siwcu, który w 1968 podpalił się podczas uroczystości dożynkowych na Stadionie Dziesięciolecia w Warszawie. W ten sposób Siwiec protestował przeciwko inwazji na Czechosłowację. Kolejne filmy Macieja Drygasa (oprócz Stanu nieważkości) również dotyczyły Polski okresu PRL. 
Laureat wielu międzynarodowych festiwali. Filmy i słuchowiska radiowe Macieja Drygasa emitowane były przez stacje telewizyjne i radiowe w Europie, Stanach Zjednoczonych, Kanadzie, Australii i Japonii.
Od 2013 roku jest przewodniczącym jury Festiwalu Filmów Dokumentalnych Kino z duszą. 30 maja 2025 ministra kultury i dziedzictwa narodowego Hanna Wróblewska powołała go na członka Rady Programowo-Naukowej Filmoteki Narodowej – Instytutu Audiowizualnego.

## Produkcja
Znany z długich i dokładnych przygotowań do realizacji swoich filmów. Poszukiwanie śladów Ryszarda Siwca zajęło mu półtora roku. Dokumentacja do Stanu nieważkości, dokumentu o radzieckich kosmonautach – prawie dwa lata. Scenariusz do filmu o Radiu Wolna Europa, Głos nadziei, powstał po wysłuchaniu 6 tys. taśm radiowych. Dokumentacja do filmu Jeden dzień w PRL zajęła mu trzy lata, a do Abu Haraz siedem.
Sam produkuje swoje filmy. „Zacząłem się bawić w producenta, żeby mieć poczucie wolności twórczej. Wiem, na co mnie stać, wiem, ile pieniędzy mogę wydać. Poza tym – jaki producent zniósłby trzy lata dokumentowania tematu?”. 

## Życie prywatne
Jest synem dziennikarza – Wojciecha Drygasa. Starszy brat Macieja Drygasa, Wojciech, jest profesorem medycyny, specjalistą zdrowia publicznego, w 2016 został uznany jednym z najbardziej wpływowych ludzi medycyny. Córka Macieja Drygasa i Vity Żelakeviciute – Vita Maria Drygas jest reżyserką filmów dokumentalnych.

## Filmografia

### fabuły
- Przypadek – 1981 (współpraca reżyserska)
- Psychoterapia – 1983 (scenariusz, reżyseria)

### dokumenty
- Usłyszcie mój krzyk – 1991
- Stan nieważkości – 1994
- Schizofrenia – 2001 (współpraca realizatorska, producent)
- Głos nadziei – 2002
- Jeden dzień w PRL – 2005
- Po tamtej stronie – 2007 (współpraca realizatorska, producent)
- Usłysz nas wszystkich – 2010
- Cudze listy – 2010
- Abu Haraz – 2013

## Nagrody i odznaczenia
Postanowieniem prezydenta RP Bronisława Komorowskiego z 30 maja 2014 został odznaczony Krzyżem Kawalerskim Orderu Odrodzenia Polski za wybitne zasługi w pracy twórczej i działalności artystycznej, za osiągnięcia w promowaniu polskiej kultury.
- 1991 – Nagroda Felix (Europejska Nagroda Filmowa) dla najlepszego filmu dokumentalnego za Usłyszcie mój krzyk
- 1991 – Srebrny Smok na Krakowskim Festiwalu Filmowym za Usłyszcie mój krzyk
- 1991 – Nagroda Specjalna Jury na Lubuskim Lecie Filmowym za Usłyszcie mój krzyk
- 1991 – nagroda główna na Festiwalu Mediów Człowiek w Zagrożeniu w Łodzi za Usłyszcie mój krzyk[9]
- 1991 – Grand Prix na Międzynarodowym Festiwalu Filmów Dokumentalnych w Melbourne za Usłyszcie mój krzyk
- 1991 – Nagroda Młodych im. S. Wyspiańskiego za Usłyszcie mój krzyk
- 1991 – Golden Gate Award na Międzynarodowym Festiwalu Filmowym w San Francisco za Usłyszcie mój krzyk
- 1992 – Prix Italia w kategorii słuchowisk radiowych za Testament
- 1994 – Grand Prix na Festiwalu Mediów Człowiek w Zagrożeniu w Łodzi za Stan nieważkości[10]
- 1994 – wyróżnienie na Prix Italia dla Stanu nieważkości
- 1995 – Grand Prix na Międzynarodowym Festiwalu Twórczości Telewizyjnej w Monte Carlo za Stan nieważkości
- 2006 – Srebrny Smok dla najlepszego filmu dokumentalnego na Krakowskim Festiwalu Filmowym za Jeden dzień w PRL
- 2006 – specjalne wyróżnienie jury na Międzynarodowym Festiwalu Filmów Dokumentalnych w Tai Pei za Jeden dzień w PRL
- 2007 – Platinum Remi na Worldfest Independent Film Festiwal w Houston za Jeden dzień w PRL
- 2011 – Nagroda „Cierpliwego oka” im. Kazimierza Karabasza na Festiwalu Mediów Człowiek w Zagrożeniu w Łodzi za Cudze listy[11]